# Institución Universitaria Politécnico Grancolombiano
La Institución Universitaria Politécnico Grancolombiano, a menudo abreviada solo como Politécnico Grancolombiano, es una universidad privada de Colombia. Obtuvo su personería jurídica por el Ministerio de Educación Nacional el 4 de noviembre de 1980. Para el 23 de marzo del año siguiente inició sus labores académicas en la forma de Institución Tecnológica, con los siguientes programas: Administración Bancaria, Administración de Costos y Auditoría, Administración de Seguros, Administración Financiera y Administración de Sistemas.
Al día de hoy cuenta con programas tecnológicos, profesionales y estudios de posgrado como especializaciones y maestrías. Cuenta con dos sedes, la primera en Bogotá y otra en Medellín, además de 96 centros en todo el país.

## Historia
Desde su creación la universidad ha tenido un amplio desarrollo en todas sus área profesionales. Fundada por Jaime Michelsen Uribe y María Cristina Niño de Michelsen, con una visión de carreras cortas y rápido acceso a la vida laboral.

## Oferta Académica
El Politécnico Grancolombiano cuenta con 41 programas de pregrado y 21 de posgrado distribuidos en 3 facultades principales y 12 escuelas que según el área de especialización académica incluyen programas en modalidad presencial y virtual; cuenta además con diversos programas de Educación Continuada y Programas Internacionales con diversas Instituciones de Educación Superior.
- Facultad de Negocios, Gestión y Sostenibilidad (FNGS)
  - Escuela de administración y competitividad
  - Escuela de contabilidad internacional
  - Escuela de negocios y desarrollo internacional

- Facultad de Sociedad, Cultura y Creatividad (FSCC)
  - Escuela de comunicación, artes visuales y digitales
  - Escuela de derecho y gobierno
  - Escuela de educación e innovación
  - Escuela de marketing y branding
  - Escuela de psicología, talento humano y sociedad
  - Escuela de Ciencias Naturales y Educación Ambiental

- Facultad de Ingeniería, diseño e Innovación (FIDI)
  - Escuela de ciencias básicas
  - Escuela de diseño
  - Escuela de optimización, producción, infraestructura y automatización
  - Escuela de tecnologías de la información y las comunicaciones

#### Carreras Profesionales
| Facultades                                                | Programas de Pregrado                                         | SEDES  | SEDES    | SEDES   |
| --------------------------------------------------------- | ------------------------------------------------------------- | ------ | -------- | ------- |
| Facultades                                                | Programas de Pregrado                                         | Bogotá | Medellín | Virtual |
| Facultad de Negocios, Gestión y Sostenibilidad (FNGS)     | Administración de Empresas                                    | ✔      | ✔        | ✔       |
| Facultad de Negocios, Gestión y Sostenibilidad (FNGS)     | Administración Pública                                        | ✔      |          | ✔       |
| Facultad de Negocios, Gestión y Sostenibilidad (FNGS)     | Finanzas                                                      | ✔      |          |         |
| Facultad de Negocios, Gestión y Sostenibilidad (FNGS)     | Tecnología en Gestión Ambiental                               | ✔      |          | ✔       |
| Facultad de Negocios, Gestión y Sostenibilidad (FNGS)     | Tecnología en Gestión Bancaria y de Entidades Financieras     |        |          | ✔       |
| Facultad de Negocios, Gestión y Sostenibilidad (FNGS)     | Tecnología en Gestión Financiera                              |        |          | ✔       |
| Facultad de Negocios, Gestión y Sostenibilidad (FNGS)     | Contaduría Pública                                            | ✔      | ✔        | ✔       |
| Facultad de Negocios, Gestión y Sostenibilidad (FNGS)     | Administración Hotelera y Gastronómica                        | ✔      |          |         |
| Facultad de Negocios, Gestión y Sostenibilidad (FNGS)     | Economía                                                      | ✔      |          | ✔       |
| Facultad de Negocios, Gestión y Sostenibilidad (FNGS)     | Negocios Internacionales                                      | ✔      | ✔        | ✔       |
| Facultad de Negocios, Gestión y Sostenibilidad (FNGS)     | Técnico Profesional en Gestión de Aduanas y Comercio Exterior |        |          | ✔       |
| Facultad de Negocios, Gestión y Sostenibilidad (FNGS)     | Tecnología en Gestión de Servicios para Aerolíneas            | ✔      |          |         |
| Facultad de Negocios, Gestión y Sostenibilidad (FNGS)     | Tecnología en Gestión de Servicios Turísticos                 | ✔      |          |         |
| Facultad de Negocios, Gestión y Sostenibilidad (FNGS)     | Tecnología en Gestión Portuaria                               |        |          | ✔       |
| Facultad de Negocios, Gestión y Sostenibilidad (FNGS)     | Tecnología en Gestión Turística                               |        |          | ✔       |
| Facultad de Sociedad, Cultura y Creatividad (FSCC)        |                                                               |        |          |         |
| Comunicación Digital                                      |                                                               | ✔      |          |         |
| Comunicación Social y Periodismo                          | ✔                                                             |        |          |         |
| Comunicación Social                                       |                                                               |        | ✔        |         |
| Profesional en Artes de la Escena                         | ✔                                                             |        |          |         |
| Profesional en Medios Audiovisuales                       | ✔                                                             |        |          |         |
| Profesional en Medios Audiovisuales                       | ✔                                                             |        |          |         |
| Derecho                                                   | ✔                                                             | ✔      | ✔        |         |
| Técnico Profesional Judicial                              |                                                               |        | ✔        |         |
| Licenciatura en Educación para la Primera Infancia        |                                                               |        | ✔        |         |
| Licenciatura en Ciencias Sociales                         |                                                               |        | ✔        |         |
| Mercadeo y Publicidad                                     | ✔                                                             | ✔      | ✔        |         |
| Licenciatura en Ciencias Naturales y Educación Ambiental  | ✔                                                             | ✔      | ✔        |         |
| Tecnología en Gestión de Mercadeo                         |                                                               |        | ✔        |         |
| Tecnología en Mercadeo y Publicidad                       |                                                               | ✔      |          |         |
| Psicología                                                | ✔                                                             | ✔      | ✔        |         |
| Profesional en Gestión de la Seguridad y la Salud Laboral |                                                               | ✔      | ✔        |         |
| Tecnología en Gestión de Recursos Humanos                 |                                                               |        | ✔        |         |
| Facultad de Ingeniería, diseño e Innovación (FIDI)        |                                                               |        |          |         |
| Matemáticas                                               | ✔                                                             |        |          |         |
| Diseño Gráfico                                            | ✔                                                             | ✔      |          |         |
| Diseño Industrial                                         | ✔                                                             |        |          |         |
| Diseño de Modas                                           | ✔                                                             |        |          |         |
| Ingeniería Industrial                                     | ✔                                                             | ✔      | ✔        |         |
| Tecnólogo en Logística                                    |                                                               |        | ✔        |         |
| Ingeniería de Sistemas                                    | ✔                                                             | ✔      |          |         |
| Ingeniería de Software                                    |                                                               |        | ✔        |         |
| Ingeniería de Telecomunicaciones                          | ✔                                                             | ✔      | ✔        |         |
| Tecnología en Administración de Sistemas                  |                                                               | ✔      |          |         |
| Tecnología en Desarrollo de Software                      | ✔                                                             |        |          |         |

#### Carreras de Posgrado
| Facultades                                                                        | Programas de Pregrado                            | SEDES  | SEDES    | SEDES   |
| --------------------------------------------------------------------------------- | ------------------------------------------------ | ------ | -------- | ------- |
| Facultades                                                                        | Programas de Pregrado                            | Bogotá | Medellín | Virtual |
| Facultad de Negocios, Gestión y Sostenibilidad (FNGS)                             | Especialización en Gerencia de Finanzas          | ✔      |          | ✔       |
| Facultad de Negocios, Gestión y Sostenibilidad (FNGS)                             | Especialización en Gerencia de Riesgos y Seguros | ✔      |          | ✔       |
| Facultad de Negocios, Gestión y Sostenibilidad (FNGS)                             | Especialización en Gestión Empresarial           | ✔      |          | ✔       |
| Facultad de Negocios, Gestión y Sostenibilidad (FNGS)                             | Especialización en Gerencia Tributaria           | ✔      |          |         |
| Facultad de Negocios, Gestión y Sostenibilidad (FNGS)                             | Especialización en Negocios Internacionales      | ✔      |          |         |
| Facultad de Negocios, Gestión y Sostenibilidad (FNGS)                             | Maestría Negocios Internacionales                | ✔      |          |         |
| Facultad de Sociedad, Cultura y Creatividad (FSCC)                                |                                                  |        |          |         |
| Especialización en Comunicación Digital                                           | ✔                                                |        |          |         |
| Especialización en Comunicación y Narrativas Digitales                            |                                                  |        | ✔        |         |
| Maestría en Creación Mediática                                                    | ✔                                                |        |          |         |
| Especialización en Contratación Estatal y Negocios Jurídicos de la Administración | ✔                                                |        |          |         |
| Especialización en Gestión Educativa                                              |                                                  |        | ✔        |         |
| Especialización en Comunicación y Narrativas Digitales                            |                                                  |        | ✔        |         |
| Especialización en Gerencia de Mercadeo                                           | ✔                                                |        | ✔        |         |
| Maestría en Gerencia Estratégica de Mercadeo                                      | ✔                                                |        |          |         |
| Especialización en Neuropsicología Escolar                                        | ✔                                                | ✔      |          |         |
| Facultad de Ingeniería, diseño e Innovación (FIDI)                                |                                                  |        |          |         |
| Especializacion en Gerencia de Proyectos en Inteligencia de Negocios              |                                                  |        | ✔        |         |
| Especializacion en Logistica y Gestión de la Cadena de Abastecimiento             |                                                  |        | ✔        |         |
| Maestría en Ingenieria Industrial                                                 | ✔                                                |        |          |         |
| Especialización en Gerencia de Proyectos de Telecomunicaciones                    | ✔                                                |        | ✔        |         |
| Especialización en Seguridad de la Información                                    |                                                  |        | ✔        |         |
| Maestría en Ingenieria de Sistemas                                                | ✔                                                |        |          |         |

## Marca Poli
La universidad tiene diferentes espacios creados dentro del entorno académico. Todas planteadas desde las distintas facultades en las encontramos:
- Agencia Trompo: Creada en el año 2005 para los estudiantes de las carreras de Mercadeo y Publicidad, Diseño Gráfico, Medios Audiovisuales y Comunicación Social Periodismo, en donde pueden entrar a un entorno laboral desde la universidad.
- Artículo20: Es el laboratorio de periodismo de la universidad, su objetivo es darle un espacios de prácticas de periodismo y comunicación a los estudiantes.
- Editorial: Espacio de publicación y formación en el área editorial en temas de carácter investigativo, académico y cultural.
- Sala de Contacto: Creada en el 2009, es un espacio generador de contenido escrito y audiovisual. Ha ganado dos Premios India Catalina consecutivos como Mejor Producción Universitaria.
- PoliRadio: Es la emisora de la universidad. Tiene varios espacios para miembros de todas las facultades.
- PoliDeportes: Creada en el 2017, es la unidad de periodismo deportivo de la universidad y funciona a través de un portal web.
- Unidad de Investigación Periodística: Creada en el 2015 con la intención de hacer periodismo serio y profesional desde la academia.

## Egresados Notables
Natalia Ponce de León - Activista 
Andrea Serna - Presentadora 
Antonio Sanint - Actor y Comediante 
Mimi Morales - Actriz 
George Slebi - Actor  
Ana Katalina Torres - Presentadora  
Daniela Ospina - Empresaria 